# Tubravić
Tubravić (em cirílico: Тубравић) é uma vila da Sérvia localizada no município de Valjevo, pertencente ao distrito de Kolubara. A sua população era de 319 habitantes segundo o censo de 2011.

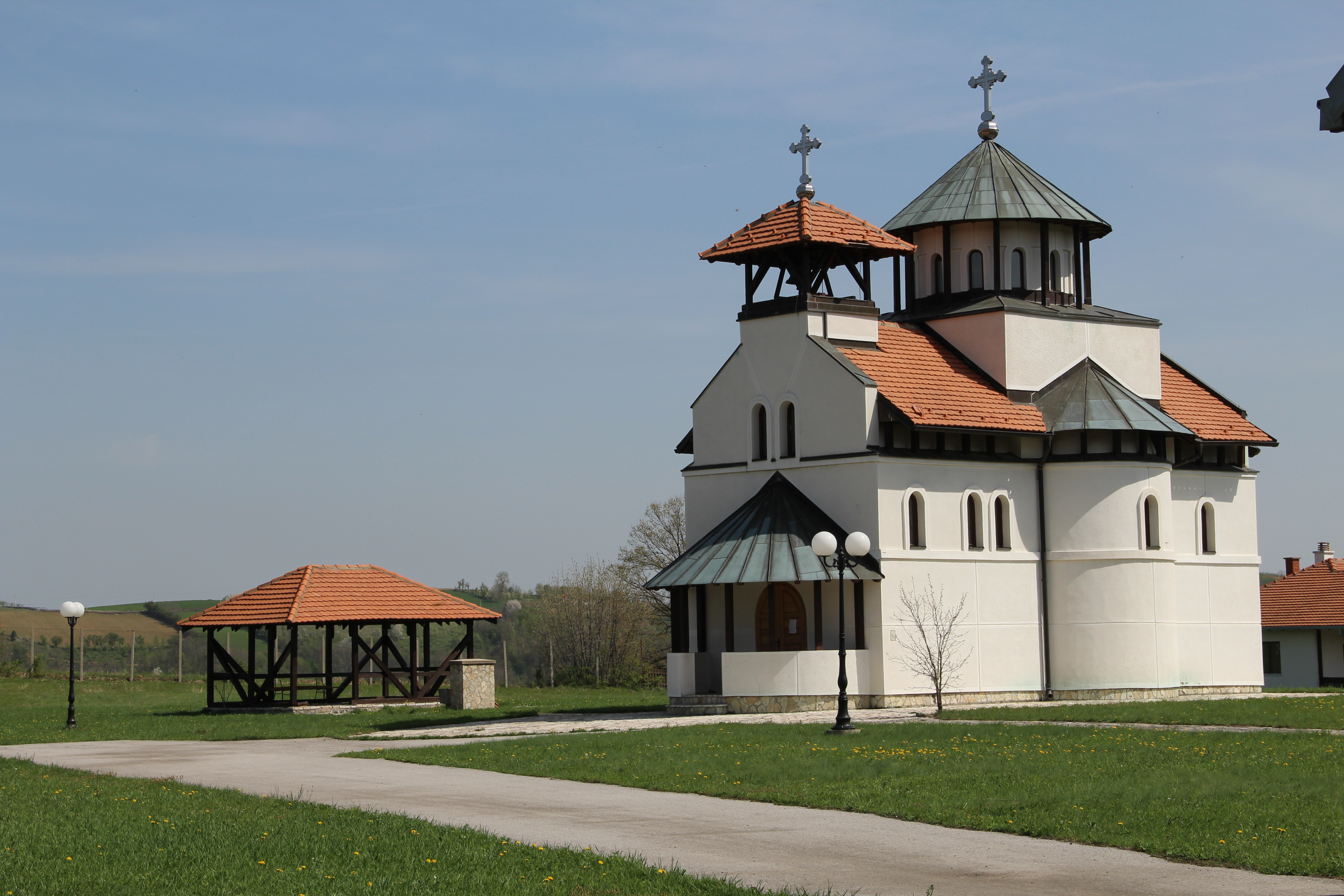
Tubravic - Igreja
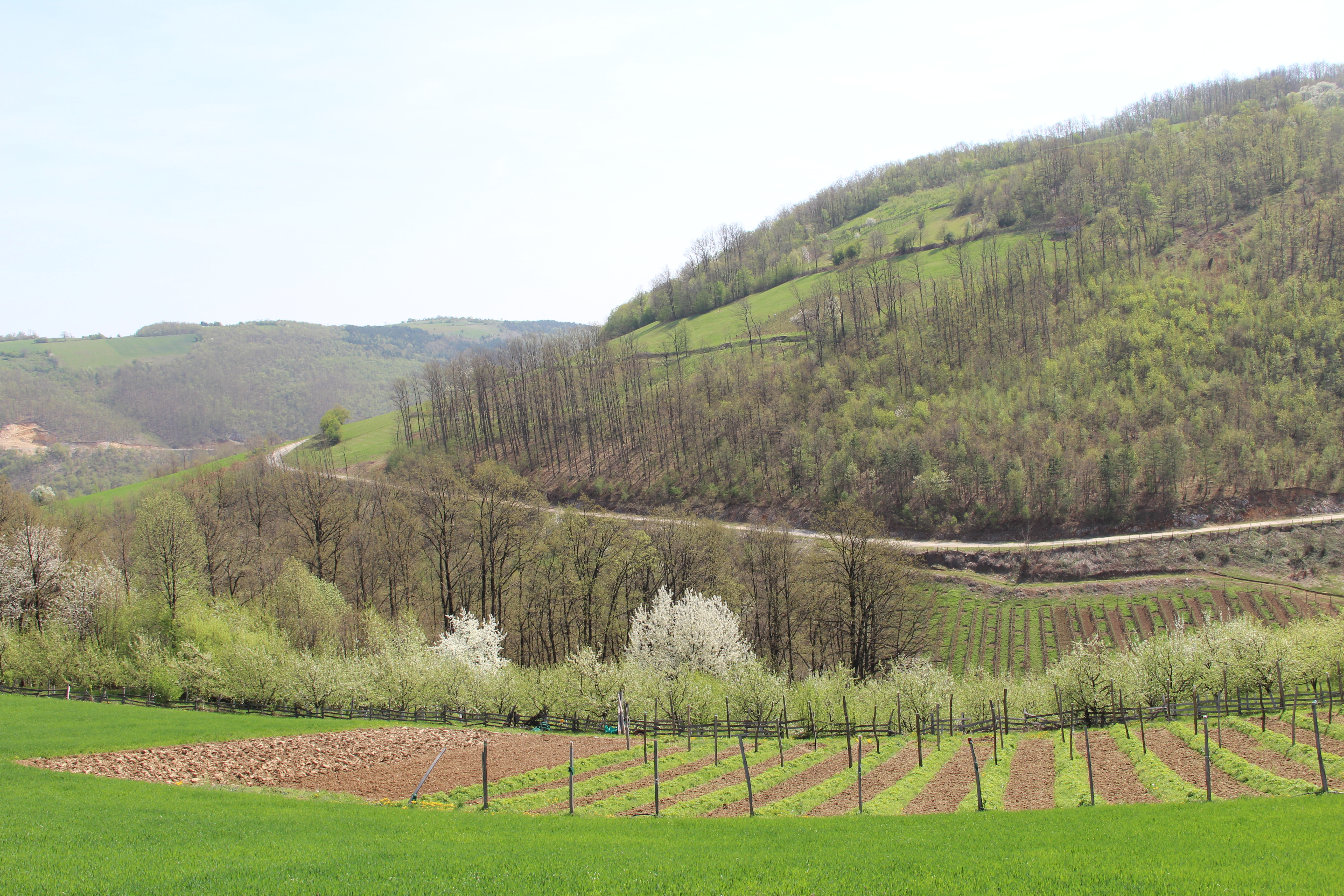
Tubravic - panorama
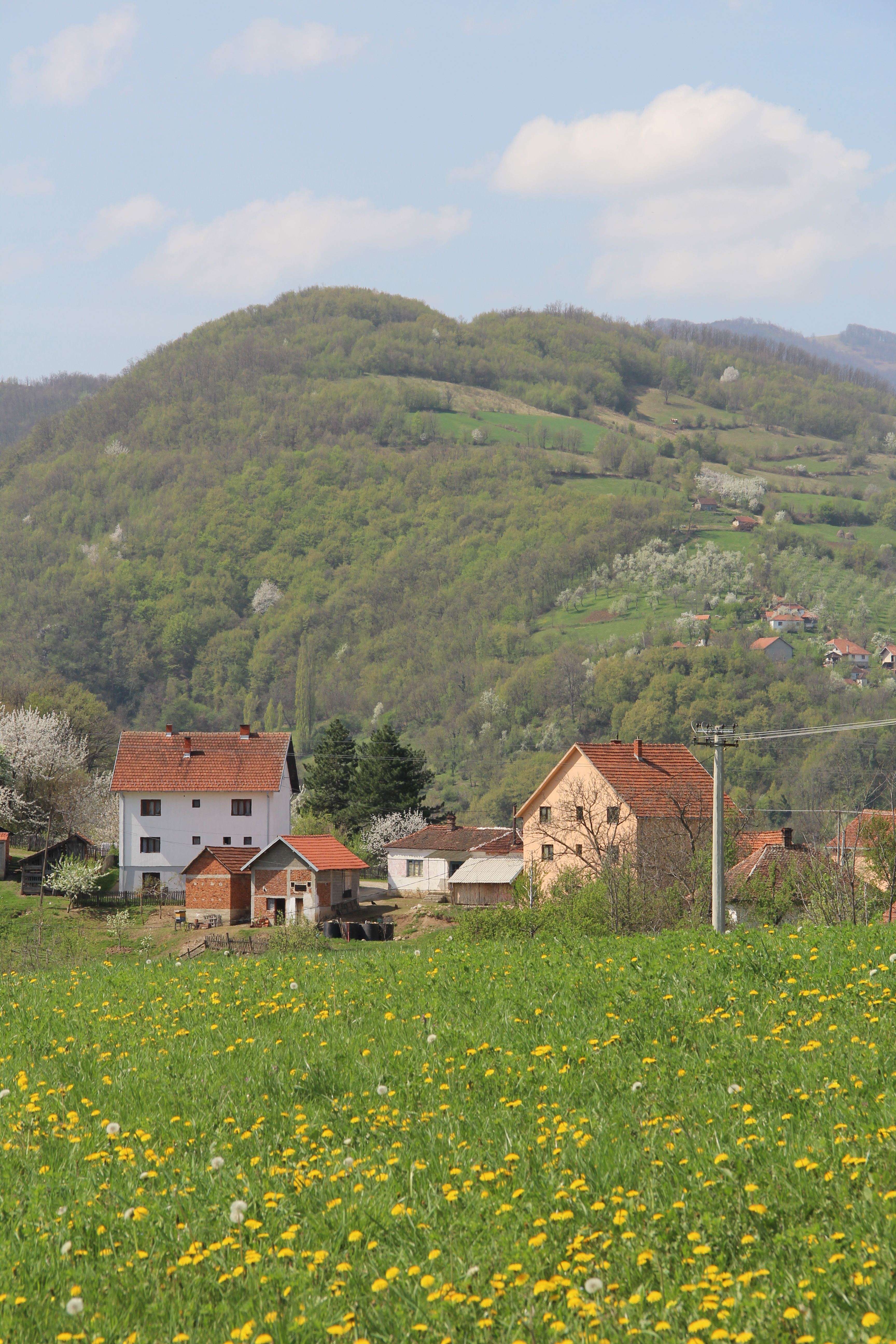
Tubravic - panorama
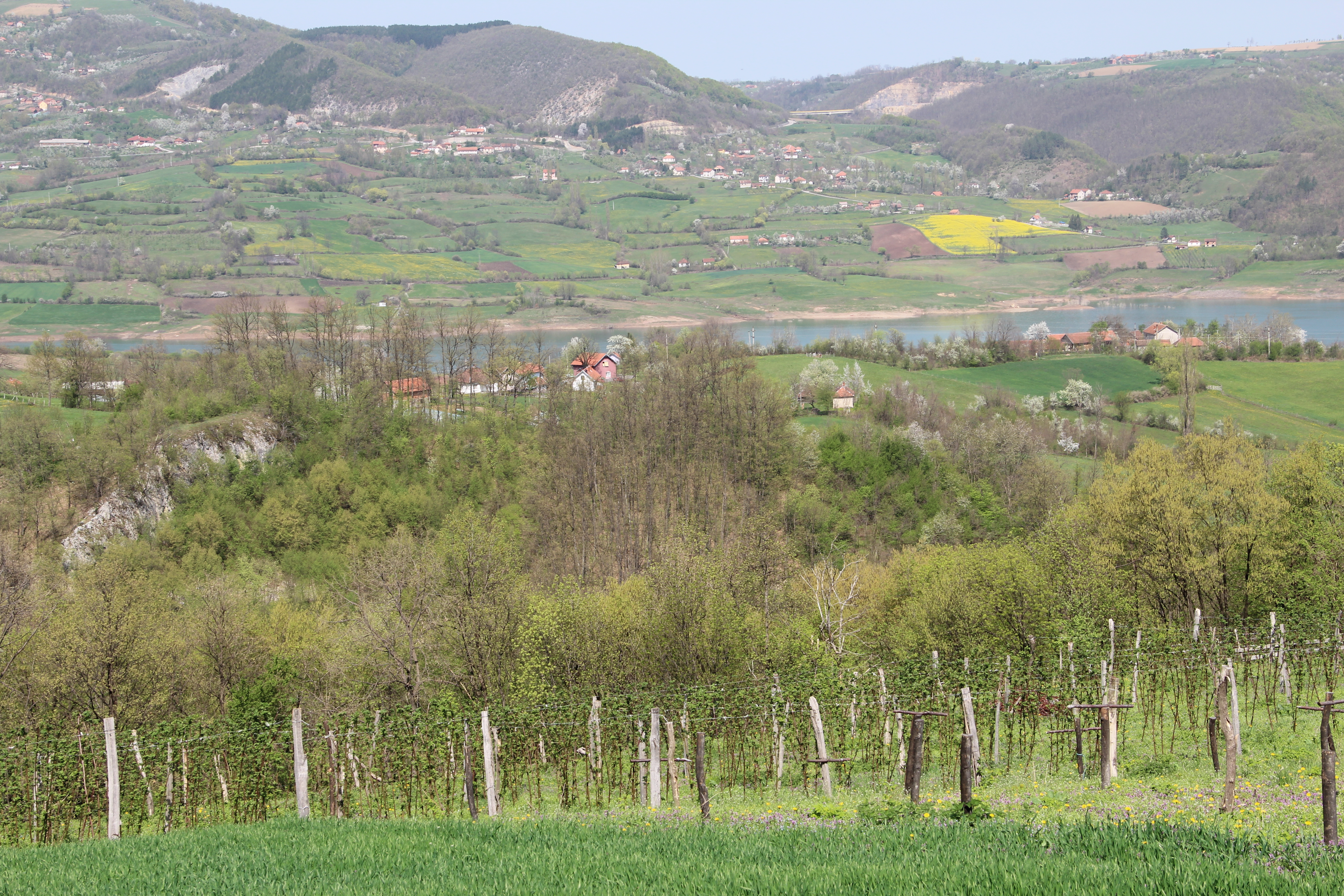
Tubravic - panorama
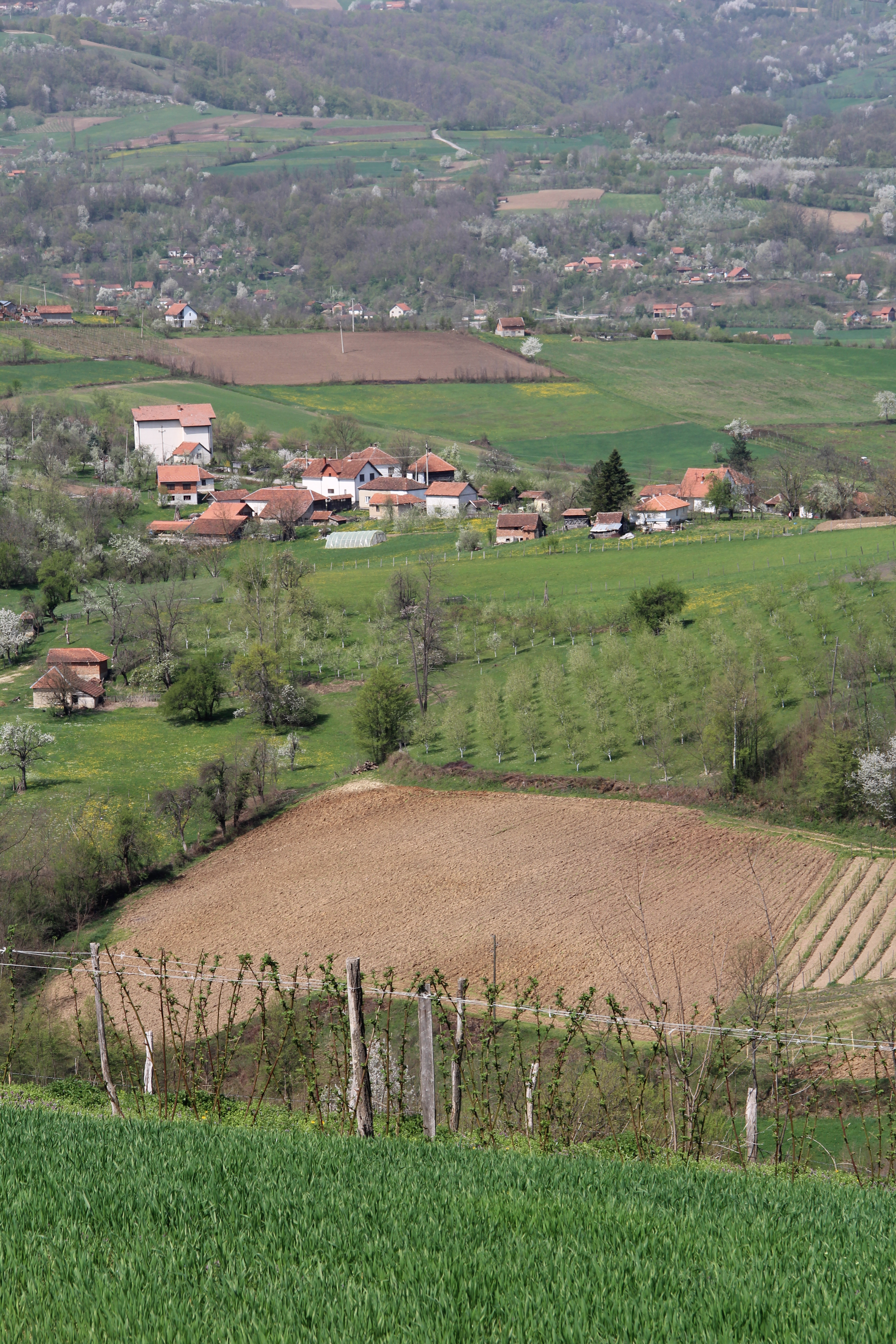
Tubravic - panorama
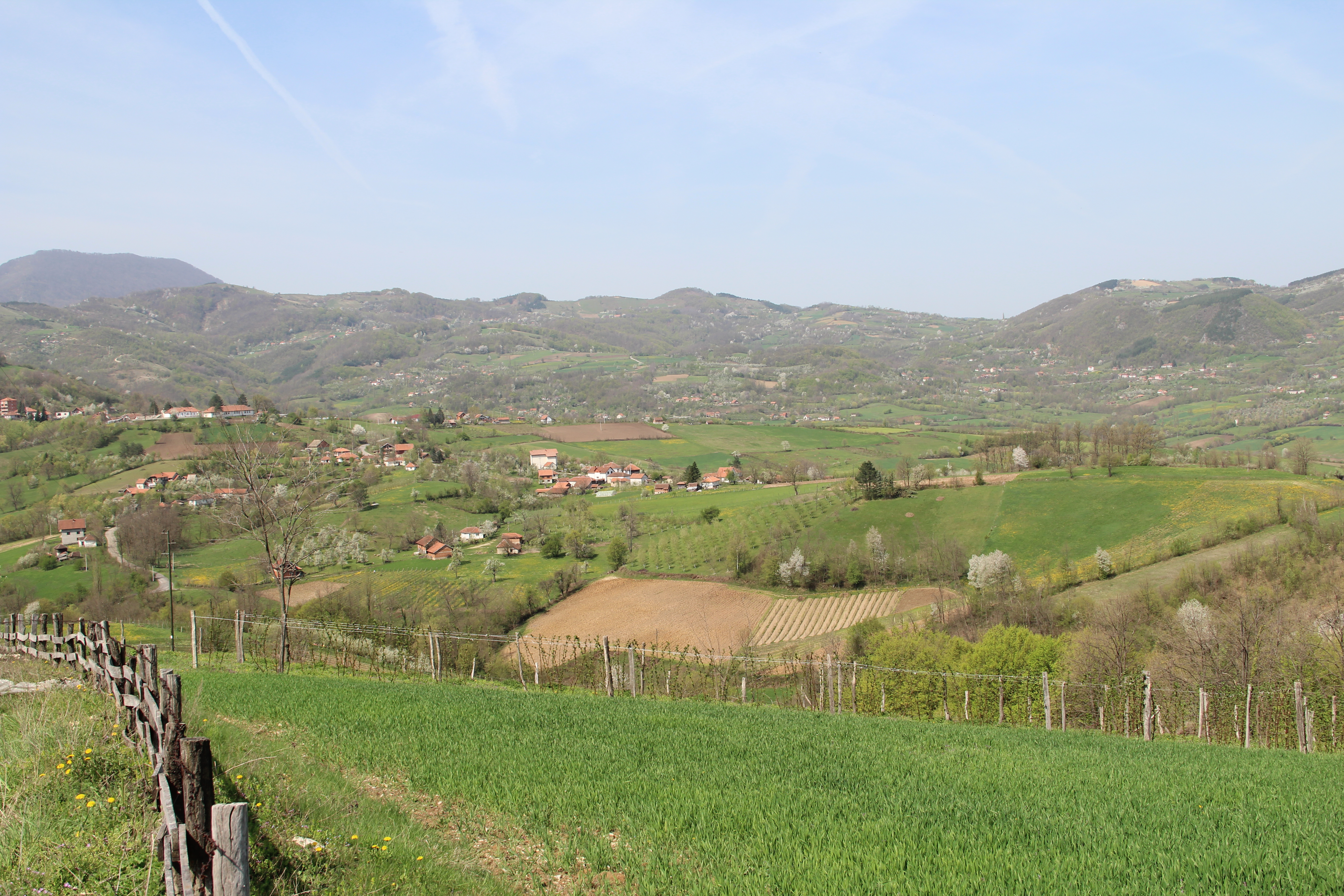
Tubravic - panorama
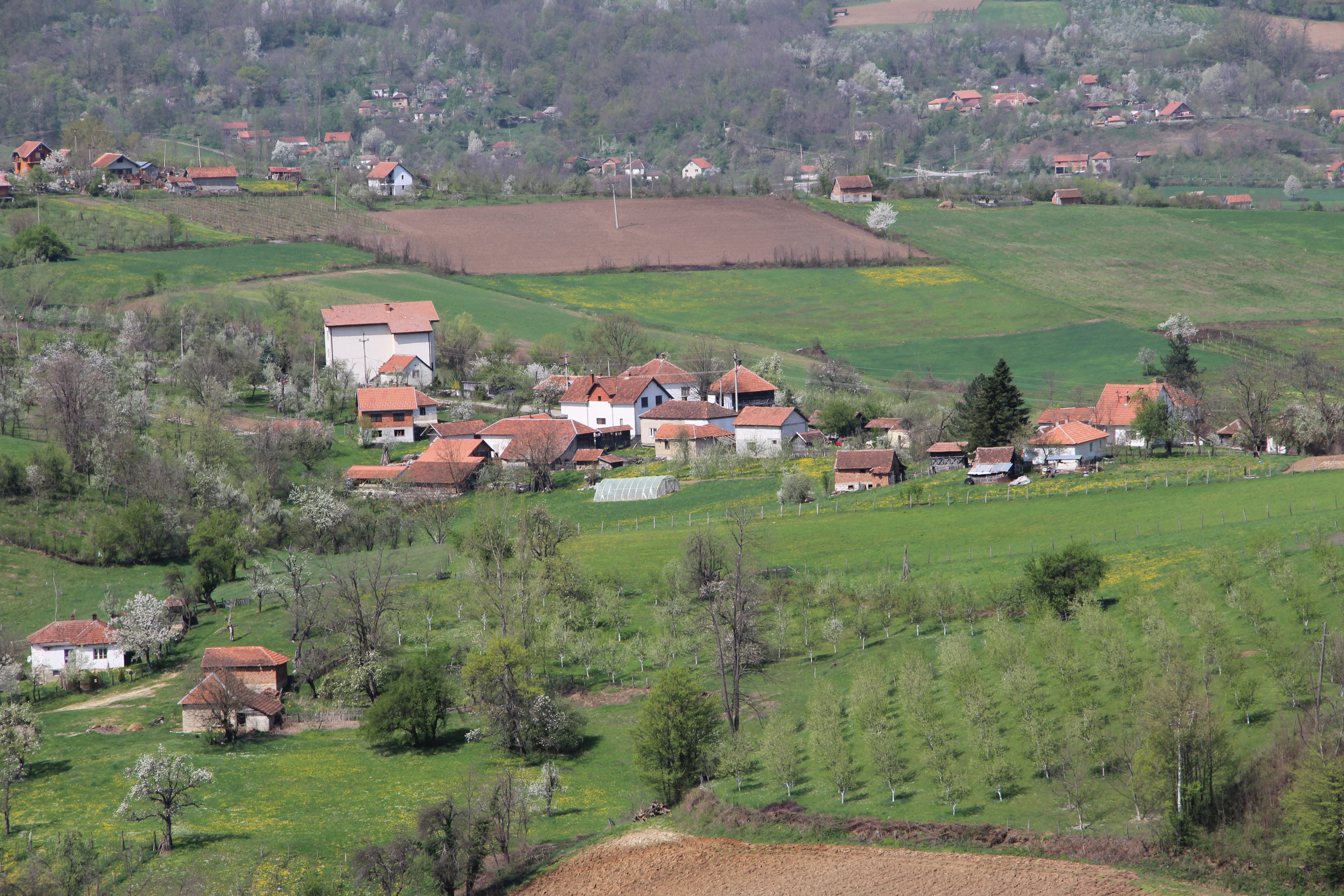
Tubravic - panorama
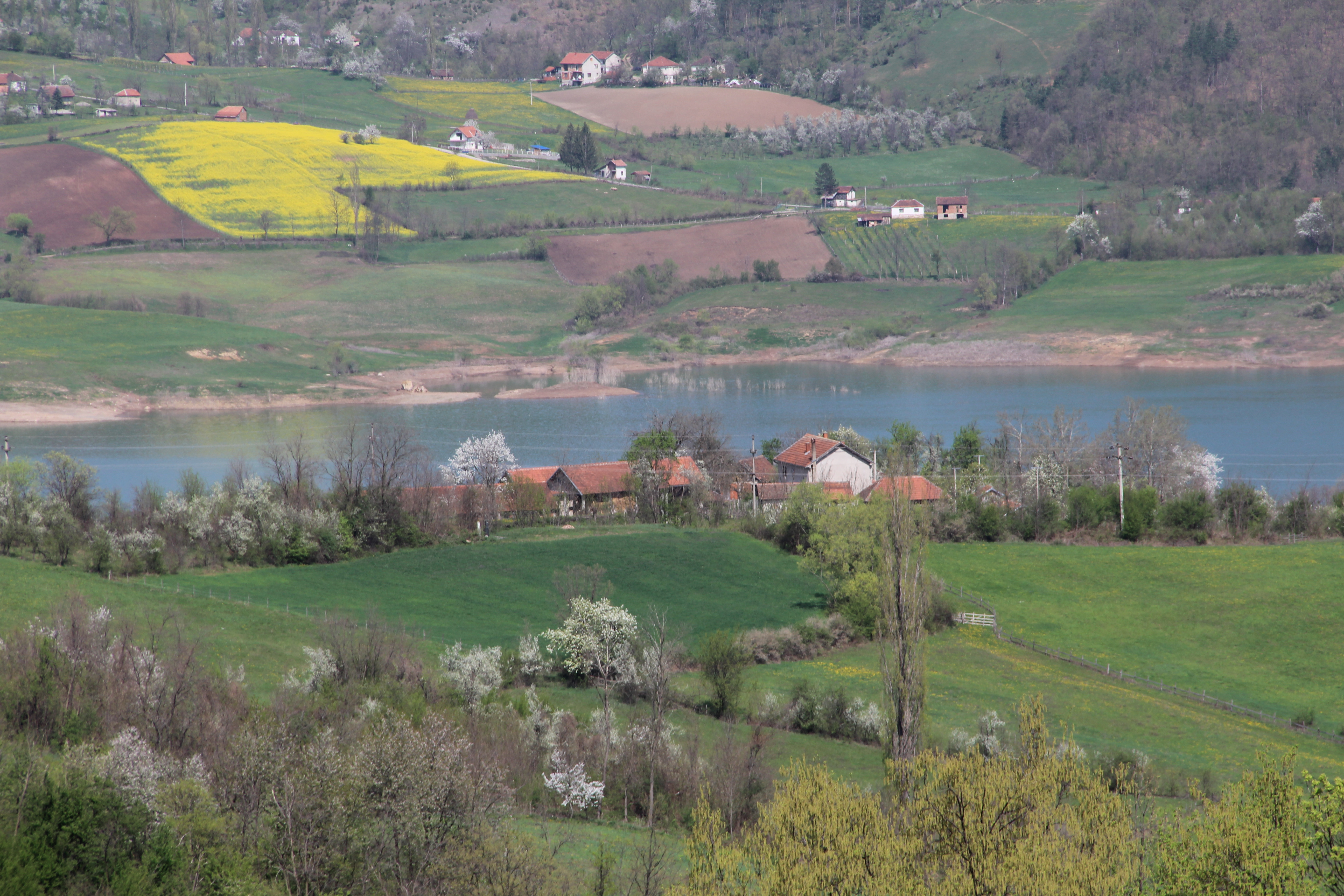
Тубравић - панорама

## Demografia
| 1948 | 1953 | 1961 | 1971 | 1981 | 1991 | 2002 | 2011 |
| ---- | ---- | ---- | ---- | ---- | ---- | ---- | ---- |
| 880  | 821  | 755  | 678  | 564  | 401  | 418  | 319  |